# Guam (métro de Daejeon)
Guam (hangeul : 구암 ; hanja : 葛馬 est une station de passage de la ligne 1 du métro de Daejeon. Elle est située au 703 Yuseong-daero, quartier Guam-dong dans l'arrondissement Yuseong-gu de la ville de Daejeon en Corée du Sud.
Ouverte en 2007, la station est desservie par les rames qui circulent sur la ligne 1 (service omnibus).

## Situation sur le réseau

Plan du réseau (2017)

La station établie en souterrain, Guam est une station de passage de la Ligne 1 du métro de Daejeon : elle est située entre la station National Cemetery, en direction du terminus nord-ouest Banseok, et la station Yuseong Spa, en direction du terminus sud-est Panam,.

## Histoire
La station Guam est mise en service le 17 avril 2007, lors de l'ouverture à l'exploitation de la deuxième section de la ligne 1 du métro de Daejeon entre Government Complex, Daejeon et Banseok, le nouveau terminus nord-ouest de la ligne,.

## Services aux voyageurs

### Accès et accueil
La station est située, au 703 Yuseong-daero, dans le quartier Guam-dong. 3 bouches, numérotées de 1 à 3 font le lien entre la surface, le niveau en sous-sol et les deux niveaux en étages au-dessus du sol, par l'intermédiaire d'escaliers, d'escaliers mécaniques (6) et d'ascenseurs (3). Comme toutes les stations elle dispose d'une billetterie avec des automates distincts selon le service. La station est accessible aux personnes à la mobilité réduite.

### Desserte
Guam est desservie par les rames qui circulent sur la ligne 1 (service omnibus). Les quais sont équipés de portes palières.

### Intermodalité

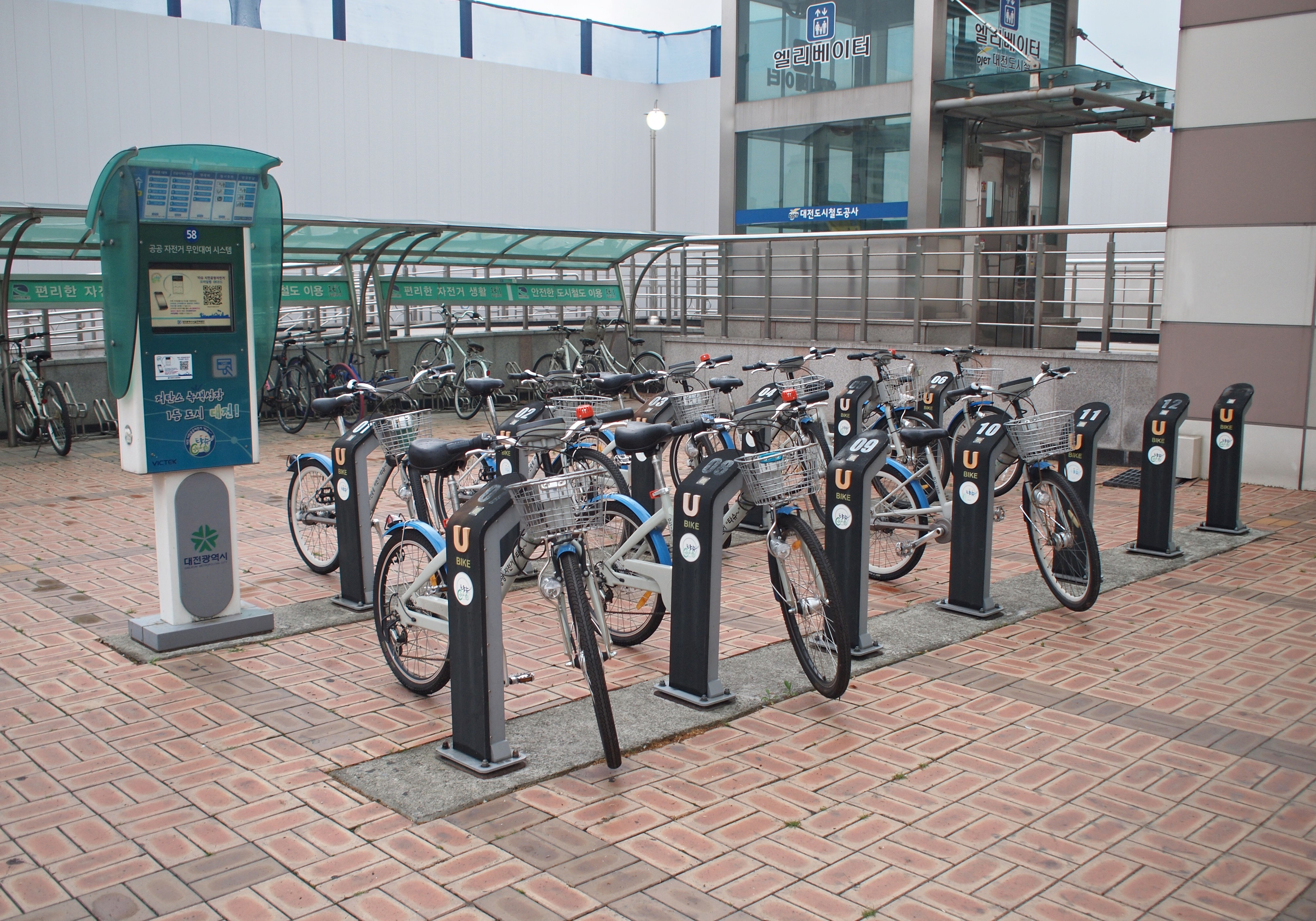
Local à vélo, en 2019

La station dispose d'un local à vélos. Des arrêts de bus sont situés à proximité.